# Јусуф Тибази
Андреј Дмитријевич Минаков (енгл. Yusuf Tibazi, арап. يوسف تيبازي; Лос Анђелес, 13. март 1996) руски је пливач чија специјалност су спринтерске трке делфин стилом.

## Спортска каријера
Тибази је пливањем почео да се бави у родном Лос Анђелесу, и као јуниор се такмичио на бројним локалним митинзима. Прво значајније такмичење на ком је наступио су били амерички трајалси олимпијски трајалси за ЛОИ 2016. преко којих није успео да се избори за место у америчком олимпијском тиму.
Током 2018. Тибази је добио мароканско држављанство и исте године је по први пут пливао под заставом Марока на Афричком првенству у Алжиру. У Алжиру је Тибази освојио и прве медаље у каријери, сребро и бронзу у спринтерским тркама делфин стилом.
На светским првенствима је дебитовао у корејском Квангџуу 2019. где је наступио у обе појединачне трке делфин стилом — на 50 делфин је заузео 37, а на 100 делфин укупно 40. место у квалификацијама. У обе трке Тибази је испливао личне рекорде.
На Афричким играма 2019, чији домаћин је био марокански град Казабланка, освојио је две бронзане медаље у тркама на 100 делфин и миск штафети 4×100 мешовито.